# NXT Women’s Championship
Die NXT Women’s Championship (zu deutsch NXT Meisterschaft der Frauen) ist ein Frauen-Wrestling-Titel der US-amerikanischen Promotion World Wrestling Entertainment (WWE). Eingeführt am 5. April 2013, wird der Titel nur an die Womens-Division des NXT-Rosters vergeben. Die aktuelle Titelträgerin in ihrer ersten Regentschaft ist Jacy Jayne. Wie im Wrestling allgemein üblich, erfolgt die Vergabe nach einer zuvor bestimmten Storyline.

## Geschichte
Die NXT Women’s Championship wurde am 5. April 2013 bei WrestleMania Axxess angekündigt. Am 20. Juni 2013 durfte Paige gegen Emma das Finale eines Turniers um den Titel gewinnen. Vorher durfte sie Tamina Snuka und Alicia Fox besiegen. Dadurch wurde sie zur ersten NXT Women’s Championesse gekrönt.
In der NXT Ausgabe vom 16. September 2015 gab General Manager William Regal bekannt, dass Bayley am 7. Oktober im Main Event von TakeOver: Respect ihren Titel gegen Sasha Banks im ersten Iron Woman-Match der WWE-Geschichte verteidigen würde. Bei der Veranstaltung besiegte Bayley Banks, um die Meisterschaft zu erhalten.
Am WrestleMania-Wochenende 2017 erhielten alle NXT-Titelgurte ein neues Design. Die neuen Titelgürtel wurden beim NXT TakeOver: Orlando Event enthüllt und den Gewinnern der jeweiligen Matche überreicht. Die Meisterschaft enthält abnehmbare Seitenplatten, mit dem WWE-Logo als Standardplatten, die auf den aktuellen Titelträger angepasst werden.

## Liste der Titelträger
| #  | Titelträger      | Nr. | Tage | Datum              | Ort                        | Veranstaltung                   | Anmerkung |
| -- | ---------------- | --- | ---- | ------------------ | -------------------------- | ------------------------------- | --- |
| 1  | Paige            | 1   | 0308 | 20. Juni 2013      | Winter Park, Florida       | NXT                             | Besiegte Emma im Finale eines Turniers. Die WWE beziffert die Titelzeit auf 274 Tage, da die Sendung am 24. Juli 2013 ausgestrahlt wurde. |
| —  | Titel vakant     | —   | 035  | 24. April 2014     | Baltimore, Maryland        | NXT                             | NXT General Manager JBL nahm Paige den Titel ab, da sie ins Main Roster aufgestiegen ist und die Divas Championship gewonnen hat.         |
| 2  | Charlotte        | 1   | 0259 | 29. Mai 2014       | Winter Park, Florida       | Takeover                        | Besiegte Natalya in einem Turnier. |
| 3  | Sasha Banks      | 1   | 0192 | 11. Februar 2015   | Winter Park, Florida       | TakeOver: Rival                 | Dies war ein Fatal Four Way Match, an dem auch Bayley und Becky Lynch beteiligt waren.                                                    |
| 4  | Bayley           | 1   | 0223 | 22. August 2015    | Brooklyn, New York         | Takeover: Brooklyn              | |
| 5  | Asuka            | 1   | 0523 | 1. April 2016      | Dallas, Texas              | TakeOver: Dallas                | |
| —  | Titel vakant     | —   | 086  | 24. August 2017    | Winter Park, Florida       | NXT                             | Asuka legte den Titel nieder, um ins Hauptroster aufsteigen zu können. Ausstrahlung am 6. September 2017.                                 |
| 6  | Ember Moon       | 1   | 0140 | 18. November 2017  | Houston, Texas             | TakeOver: WarGames              | Dies war ein Fatal-4-Way-Match um den vakanten Titel in dem auch Kairi Sane, Nikki Cross und Peyton Royce beteiligt waren.                |
| 7  | Shayna Baszler   | 1   | 0133 | 7. April 2018      | New Orleans, Louisiana     | TakeOver: New Orleans           | |
| 8  | Kairi Sane       | 1   | 071  | 18. August 2018    | Brooklyn, New York         | TakeOver: Brooklyn IV           | |
| 9  | Shayna Baszler   | 2   | 0416 | 28. Oktober 2018   | Uniondale, New York        | Evolution                       | |
| 10 | Rhea Ripley      | 1   | 0108 | 18. Dezember 2019  | Winter Park, Florida       | NXT                             | |
| 11 | Charlotte Flair  | 2   | 063  | 5. April 2020      | Orlando, Florida           | WrestleMania 36                 | |
| 12 | Io Shirai        | 1   | 0304 | 7. Juni 2020       | Winter Park, Florida       | NXT TakeOver: In Your House     | |
| 13 | Raquel González  | 1   | 0201 | 7. April 2021      | Orlando, Florida           | NXT TakeOver: Stand and Deliver | |
| 14 | Mandy Rose       | 1   | 0413 | 26. Oktober 2021   | Orlando, Florida           | NXT                             | Dies war ein Trick or Street Fight Match.                                                                                                 |
| 15 | Roxanne Perez    | 1   | 0108 | 13. Dezember 2022  | Orlando, Florida           | NXT                             | |
| 16 | Indi Hartwell    | 1   | 031  | 1. April 2023      | Los Angeles, Kalifornien   | NXT Stand & Deliver (2023)      | Dies war ein Fatal-Six-Way-Ladder-Match, an dem auch Zoey Stark, Gigi Dolin, Tiffany Stratton sowie Lyra Valkyria beteiligt waren.        |
| –  | Titel vakant     | –   | 025  | 2. Mai 2023        | Orlando, Florida           | NXT                             | Indi Hartwell legte den Titel nieder, da sie ins Main Roster aufstieg.                                                                    |
| 17 | Tiffany Stratton | 1   | 0107 | 28. Mai 2023       | Lowell, Massachusetts      | NXT Battleground                | Besiegte im Turnierfinale Lyra Valkyria um den vakanten Titel zu gewinnen.                                                                |
| 18 | Becky Lynch      | 1   | 042  | 12. September 2023 | Orlando, Florida           | NXT                             | |
| 19 | Lyra Valkyria    | 1   | 0164 | 24. Oktober 2023   | Orlando, Florida           | NXT „Halloween Havoc“           | |
| 20 | Roxanne Perez    | 2   | 0276 | 6. April 2024      | Philadelphia, Pennsylvania | NXT Stand & Deliver (2024)      | |
| 21 | Giulia           | 1   | 063  | 7. Januar 2025     | Los Angeles, Kalifornien   | NXT: New Year's Evil            | |
| 22 | Stephanie Vaquer | 1   | 077  | 11. März 2025      | New York City, New York    | NXT Roadblock                   | |
| 23 | Jacy Jayne       | 1   | 20+  | 27. Mai 2025       | Orlando, Florida           | NXT                             | |

## Regentschaften – absolut

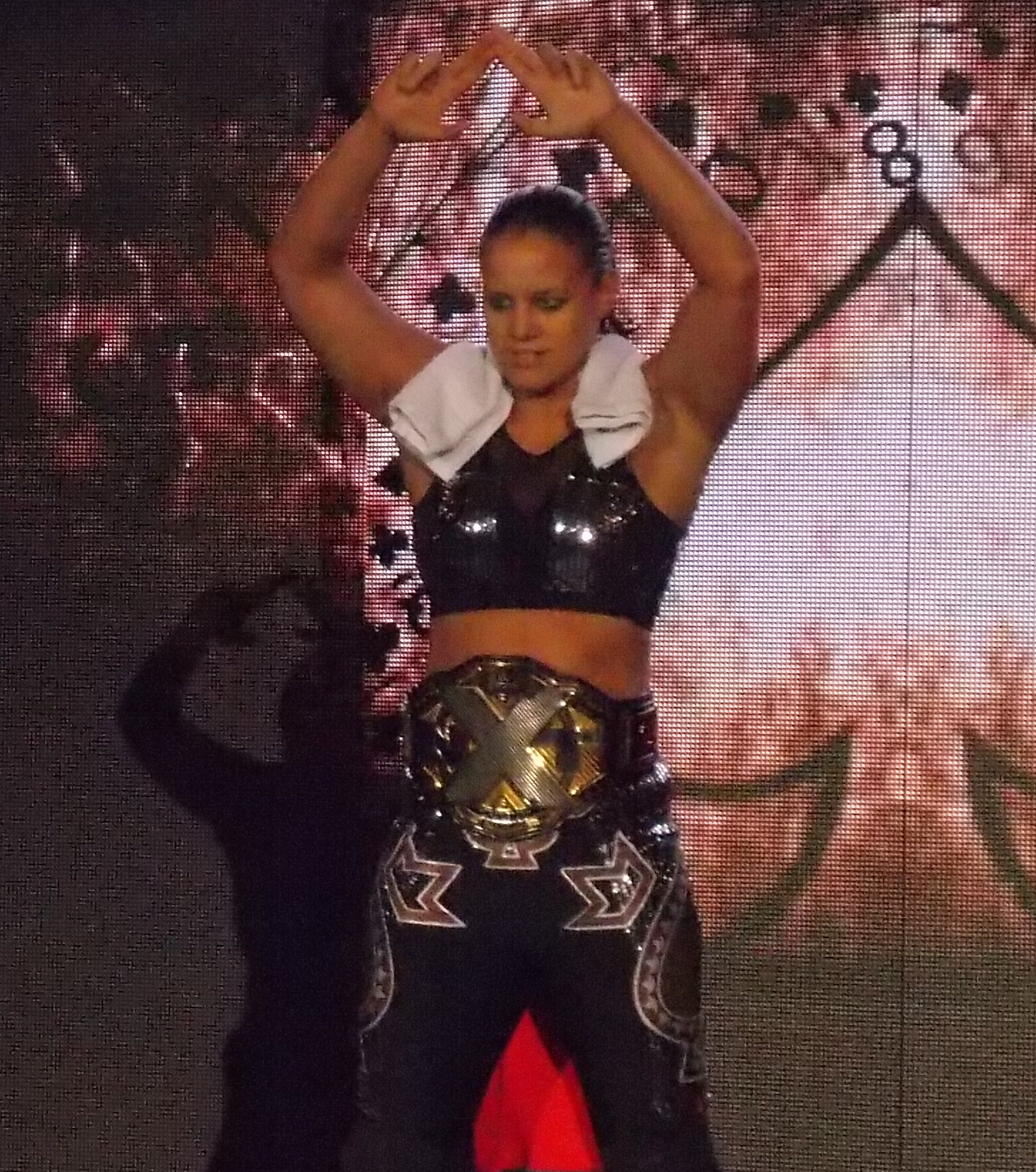
Shayna Baszler hielt den Titel zweimal für insgesamt 549 Tage

| #  | Titelträger      | Nr. | Tage |
| -- | ---------------- | --- | ---- |
| 1  | Shayna Baszler   | 2   | 549  |
| 2  | Asuka            | 1   | 523  |
| 3  | Mandy Rose       | 1   | 413  |
| 4  | Roxanne Perez    | 2   | 384  |
| 5  | Charlotte Flair  | 2   | 322  |
| 6  | Paige            | 1   | 308  |
| 7  | Io Shirai        | 1   | 304  |
| 8  | Bayley           | 1   | 223  |
| 9  | Raquel González  | 1   | 201  |
| 10 | Sasha Banks      | 1   | 192  |
| 11 | Lyra Valkyria    | 1   | 164  |
| 12 | Ember Moon       | 1   | 140  |
| 13 | Rhea Ripley      | 1   | 108  |
| 14 | Tiffany Stratton | 1   | 107  |
| 15 | Stephanie Vaquer | 1   | 77   |
| 16 | Kairi Sane       | 1   | 71   |
| 17 | Giulia           | 1   | 63   |
| 18 | Becky Lynch      | 1   | 42   |
| 19 | Indi Hartwell    | 1   | 31   |
| 20 | Jacy Jayne       | 1   | 20+  |